# 赖毅
赖毅（1903年7月11日—1989年4月26日），中国人民解放军中将。1955年获二级八一勋章、一级独立自由勋章、一级解放勋章，1988年获一级红星功勋荣誉章。

## 生平
大革命失败后，逃亡到修水县城加入了国民革命军第四集团军第二方面军总指挥部警卫团。1927年9月9日，随部参加湘赣边界秋收起义。1927年10月中旬在湖南酃县的水口村加入中国共产党。